# فرنز کار
فرنز کار (انگلیسی: Franz Carr؛ زادهٔ ۲۴ سپتامبر ۱۹۶۶) بازیکن فوتبال اهل بریتانیا است.
از باشگاه‌هایی که در آن بازی کرده‌است می‌توان به باشگاه فوتبال بلکبرن روورز، باشگاه فوتبال بولتون واندررز، باشگاه فوتبال وستهام یونایتد، باشگاه فوتبال لستر سیتی، باشگاه فوتبال ناتینگهام فارست، باشگاه فوتبال استون ویلا، باشگاه فوتبال رجانا، باشگاه فوتبال وست برومویچ آلبیون، باشگاه فوتبال شفیلد ونزدی، باشگاه فوتبال نیوکاسل یونایتد، و باشگاه فوتبال شفیلد یونایتد اشاره کرد.
وی همچنین در تیم ملی فوتبال زیر ۲۱ سال انگلستان بازی کرده‌است.